# 高秀梅
高秀梅（1966年7月—），女，汉族，内蒙古包头人，中华人民共和国中医药学家、政治人物。现任天津中医药大学校长，致公党天津市委主委，天津市政协副主席。

## 生平
1989年毕业于内蒙古医学院中医系中医专业，获学士学位。1992年毕业于天津中医学院心血管专业，获硕士学位。2000年毕业于天津中医学院中药药理专业，获博士学位。
2006年8月，任天津中医药大学副校长。2021年3月，升任天津中医药大学校长，接替张伯礼院士。
2023年1月，当选为天津市政协副主席。

## 学术成就
长期从事中医方剂治疗疾病的基础和临床研究，2011年获得国家杰出青年科学基金资助，2014年入选中组部“万人计划”领军人才。